# كاناب أمبرسنيل
كاناب أمبرسنيل (بالإنجليزية: Kanab ambersnail)‏ (الاسم العلمي: Oxyloma haydeni kanabense) هو نوع من أنواع الحلزون. وهو أحد الأنواع المهددة بالانقراض بخطر أقصى من الحلزونات البرية الصغيرة التي تنفس الهواء، والرخويات الأرضية من بطنيات القدم في أسرة سوتسينيداي، أو قواقع العنبر. ويستند الاسم الشائع لقواقع العنبر على القشرة، وهي شفافة، وعندما تكون فارغة تشبه عادة العنبر في اللون.